# 第601飛行隊 (航空自衛隊)
第601飛行隊（だい601ひこうたい、JASDF 601st Squadron）は、航空自衛隊航空総隊警戒航空団飛行警戒監視群隷下の早期警戒管制機部隊。2014年（平成26年）に三沢基地で飛行警戒監視隊から改編され、早期警戒機としてE-2Cを運用する。

## 概要
1976年（昭和51年）に発生した函館空港へのソ連防空軍MiG-25戦闘機の強行着陸事件後、航空自衛隊の対空警戒レーダーサイト網の脆弱性が露呈し、早期警戒機としてE-2Cが導入がされることとなった。1983年（昭和58年）に三沢基地へE-2C初号機と2号機が到着、同年11月15日に臨時警戒航空隊臨時第601飛行隊が編成され、E-2Cの試験運用を開始した。1986年（昭和61年）4月5日にE-2Cが8機体制となり、臨時が外れた警戒航空隊と隷下の第601飛行隊が編成完結となった。
第601飛行隊のE-2Cは1994年（平成06年）までに13機体制へ増勢されたが、1998年（平成10年）からE-767早期警戒管制機の配備が始まり、1999年（平成11年）3月24日に部隊使用承認が付与された。翌3月25日には警戒航空隊と第601飛行隊司令部が三沢基地から浜松基地に移動し、E-2Cを運用する第1飛行班が三沢基地、E-767を運用する第2飛行班が浜松基地という運用体制となった。
2005年（平成17年）3月31日に警戒航空隊の組織改編が行われ、第601飛行隊第1飛行班が飛行警戒監視隊、第2飛行班が飛行警戒管制隊へと改編した。2010年（平成22年）以降から中国軍の活動が南西諸島周辺で活発化し、スクランブル回数が増加してくると、警戒監視のため数機のE-2Cを那覇基地にローテーション展開するようになり、2014年（平成26年）4月20日に再び警戒航空隊の組織改編が行われ、三沢基地に飛行警戒監視群が発足し、隷下には飛行警戒監視隊から改編された第601飛行隊と第603飛行隊が新編され、第601飛行隊は三沢基地、第603飛行隊は那覇基地に置かれた。
部隊マークは、電光を掴むコウモリをデザインしたものになっている。

## 沿革
- 1982年（昭和57年）12月21日 - 三沢基地にて北部航空方面隊司令部隷下で警戒航空準備隊及び隷下の飛行準備隊編成[5]。
- 1983年（昭和58年）2月8日 - 三沢基地にE-2C初号機及び2号機到着[1]。
  - 7月15日 - 三沢基地にE-2C 3号機及び4号機到着[5]。
  - 11月10日 - E-2Cの部隊使用承認付与[1]。
  - 11月15日 - 警戒航空準備隊飛行準備隊が臨時警戒航空隊臨時第601飛行隊に改編。航空総隊隷下に隷属替え[1]。
- 1986年（昭和61年）4月5日 - 臨時警戒航空隊が警戒航空隊に改編。隷下の第601飛行隊編成完結[1]。
- 1987年（昭和62年）1月31日 - E-2Cによる警戒地上待機及び哨戒飛行任務開始[5]。
- 1994年（平成06年）4月28日 - E-2C最終号機受領[5][6]。
- 1999年（平成11年）3月25日 - 警戒航空隊及び第601飛行隊司令部が三沢基地から浜松基地に移転。第601飛行隊第1飛行班がE-2C運用で三沢基地、第2飛行班がE-767運用で浜松基地所在となる[6]。
  - 6月21日～6月25日 - コープノース・グアム99に参加[7]。
- 2000年（平成12年）5月30日～6月3日 - コープノース・グアム2000に参加[8]。
- 2004年（平成16年）9月22日 - ホークアイ2000改修初号機受領[9]。
- 2005年（平成17年）3月31日 - 警戒航空隊の組織改編により第601飛行隊第1飛行班が飛行警戒監視隊、第601飛行隊第2飛行班が飛行警戒管制隊に改編[2]。
- 2006年（平成18年）6月1日～6月10日 - コープノース・グアム2006に参加[10]。
- 2007年（平成19年）6月10日～6月23日 - コープノース・グアム2007に参加[11]。
- 2009年（平成21年）2月1日～2月14日 - コープノース・グアム09-1に参加[12]。
  - 7月30日 - E-2Cでの100,000飛行時間無事故達成[13]。
- 2013年（平成25年）2月4日～2月15日 - コープノース・グアム2013に参加[14]。
- 2014年（平成26年）4月20日 - 警戒航空隊の組織改編により飛行警戒監視隊が第601飛行隊に改編[4]。
- 2015年（平成27年）1月27日～3月12日 - コープノース・グアム2015に参加[15]。
- 2016年（平成28年）2月10日～2月26日 - コープノース・グアム2016に参加[16]。
- 2017年（平成29年）2月15日～3月3日 - コープノース・グアム2017に参加[17][18][19]。
- 2019年（平成31年）3月27日 - E-2D初号機が三沢基地到着[20]。

## 歴代運用機
- 早期警戒機
  - E-2C（1986年～）